# Mittelpfalz
Mittelpfalz ist ein unbestimmter geografischer Begriff, der für unterschiedliche Gebiete der historischen Kurpfalz und der heutigen Region Pfalz verwendet wurde und wird. Im allgemeinen Sprachgebrauch ist der Begriff jedoch kaum etabliert.

## Begriffsgeschichte
In der Vergangenheit wurden verschiedene Gegenden als Mittelpfalz bezeichnet, da sich die genaue Lage und Ausdehnung der Kurpfalz wandelte. Zeitweise wurden im 18. Jahrhundert Orte in der gesamten Kurpfalz, d. h. im heutigen Rhein-Neckar-Kreis, der heutigen Pfalz und in Rheinhessen, zur Mittelpfalz gezählt. Um 1800 wurde die Stadt Bretten im heutigen Landkreis Karlsruhe als „Hauptstadt der Mittelpfalz“ bezeichnet, vermutlich wegen der Lage an der Fernstraße von der Pfalz (Bayern) in die Oberpfalz.
Von der Verwendung als eigenständiger Begriff muss die Verwendung in Eigennamen unterschieden werden, wie zum Beispiel in BRH – Rettungshundestaffel Mittelpfalz oder in Regionale Planungsgemeinschaft Mittelpfalz. Letztere entstand 1964 in Kaiserslautern zu Planungszwecken als freiwilliger Zusammenschluss der Stadt Kaiserslautern und der Landkreise Kaiserslautern, Kirchheimbolanden, Kusel und Rockenhausen und ging 1968 in der Planungsgemeinschaft Westpfalz auf.